# Percarina
Percarina – rodzaj słodkowodnych ryb z rodzinyokoniowatych. 

## Występowanie
Zamieszkują podwóje środowisko wodne wpływając do słodkich jak i słonawych wód zlewiska Morza Czarnego
i Morza Azowskiego.

## Klasyfikacja
Gatunki zaliczane do tego rodzaju:
- Percarina demidoffii - limanka[3]
- Percarina maeotica